# Alfredo Bordonali
Alfredo Bordonali (Palermo, 4 dicembre 1919 – ...) è stato un calciatore italiano, di ruolo mediano.

## Carriera
Ha esordito in Serie A con la Roma il 10 novembre 1946 in Milan-Roma (3-1).

## Palmarès

### Club

#### Competizioni regionali
- Promozione: 1

Colleferro: 1949-1950